# هاينكل هي 51
هاينكل هي 51 (بالإنجليزية: Heinkel He 51)‏ هي طائرة مقاتلة أنتجت في ألمانيا. من صناعة هاينكل. كان أول طيران لها في 1933. صنع منها 700 طائرة.

## المستخدمون
- سلاح الجو الألماني ( الرايخ الثالث)
- إسبانيا